# Sittiparus varius
El carbonero variado (Sittiparus varius) es una especie de ave paseriforme de la familia Paridae nativo del noroeste de Asia. Se encuentra en Corea, Japón, el extremo nororiental de China y el sudoriental de Rusia.

## Descripción
Mide entre 12 y 14 cm de longitud y pesa 16-18 g. La longitud alar es 6,0 a 7,8 cm. En la raza nominal, P. v varius, el píleo, el pico, la garganta, la parte superior del pecho y la nuca son de color negro. La frente y las mejillas son de color amarillento. El dorso, las alas y cola son de color gris azulado. El manto, la parte baja del pecho, el vientre y las coberteras infracaudales son de color canela. Presenta una fina lista pileal central que se extiende hasta la nuca.